# Бейликдюзю
„Бейликдюзю“ (на турски: Beylikdüzü) е община и околия на град Истанбул, Турция. Разположена е в Европейската част на Турция. Общата ѝ площ е 36 км2. Според данни на Адресната система за регистриране на населението (ABPRS) към 2024 г. населението на „Бейликдюзю“ е 415 290 жители.

## Квартали
Околията е съставена от 10 квартала:
- „Аднан Кахведжи“
- „Баръш“
- „Бюйюкшехир“
- „Гюрпънар“
- „Дереагджъ“
- „Джумхюриет“
- „Каваклъ“
- „Мармара“
- „Сахил“
- „Якуплу“